# جيك فيرتانن
جيك فيرتانن (بالفنلندية: Jake Virtanen)‏ هو لاعب هوكي الجليد فنلندي، ولد في 17 أغسطس 1996 في نيو ويستمينيستر في كندا.

## وصلات خارجية
- جيك فيرتانن على موقع دوري الهوكي الوطني (الإنجليزية)
- جيك فيرتانن على موقع دوري الهوكي للقارات (الإنجليزية)
- جيك فيرتانن على موقع EliteProspects.com (الإنجليزية)
- جيك فيرتانن على موقع HockeyDB.com (الإنجليزية)
- جيك فيرتانن على موقع Hockey-Reference.com (الإنجليزية)